# Petrus Suawe
Petrus Suawe (auch: Peter Swawe, Peder Svave, Peter Schwabe, Suave; * 1496 in Stolp; † 16. März 1552 in Gjorslev) war ein deutscher lutherischer Theologe, der dänischer Diplomat wurde.

## Leben
Suawe stammte aus dem vornehmen pommerschen Geschlecht Schwawe, auch Suave oder Schwabe genannt. Als Sohn des Georg Schwabe und der Elisabeth Zitzewitz geboren, war er als jüngerer Sohn dazu bestimmt, Geistlicher zu werden. Nach seinem Schulbesuch in Stolp und Stettin studierte er an der Alte Universität Löwen, im Sommersemester 1517 war er an der Universität Leipzig immatrikuliert. 
1519 befand er sich im Gefolge des pommerschen Prinzen Barnim IX., der an der Universität Wittenberg studierte. 
Suawe gehörte zu den Teilnehmern der Reisegruppe die Luther zum Reichstag nach Worms im Jahre 1521 begleiteten. Die Reisegruppe bestand u. a. aus Hieronymus Schurff, einem Wittenberger Juristen, der von Kurfürst Friedrich dem Weisen beauftragt worden war, Justus Jonas, einem Juristen aus Erfurt und Anwalt der Reformatoren, Johannes Zacharias Petzensteiner, einem Augustinermönch, und Jakob Luther, seinem Bruder. Suawe stand mit Martin Luther in direktem Kontakt und war auch bei dessen Rückreise dabei. Zusammen mit Schurff, trennte sich die Rückreisegrippe aber bereits vor Luthers Entführung bei Eisenach von ihnen.
Nachdem Suawe die Nachricht von den Geschehnissen nach Wittenberg gebracht hatte, ging er in das Kloster Belbuck, wo er Johannes Bugenhagens  Arbeit übernahm und Lektor der Mönche des Klosters wurde. Ergriffen von den Ereignissen der Wittenberger Bewegung, verließ er Ende 1522 das Kloster und ging nach Stolp, wo er als Prediger der neuen evangelischen Lehre auftrat. Dies erregte den Unwillen des Bischofs Erasmus von Manteuffel-Arnhausen, der Suawe und seinen Belbrucker Abt Johann Boldewan verhaften ließ. Jedoch kam Suawe bald wieder frei, ging 1523 an die Universität Greifswald, war dort als Lektor tätig und wurde dort einer der ersten Verbreiter des evangelischen Gedankenguts.
Aber lange blieb er auch dort nicht. Anfang 1525 trat er in die Dienste des dänischen Königs Friedrich I. und unterrichtete zunächst dessen Söhne. Er war insbesondere der „Zuchtmeister“, also Erzieher und Lehrer, des späteren Herzogs Hans des Älteren von Schleswig-Holstein-Hadersleben. Nachdem Suawe eine Schrift gegen Christian II. von Dänemark verfasst hatte, setzte ihn der König, aufgrund seiner guten Kenntnis der lateinischen Sprache, als Diplomat im Ausland ein. Er wurde königlicher Rat und Kammersekretär. Ab 1535 war er auch als Gesandter für dessen Nachfolger, Christian III., tätig.
Als diplomatischer Abgesandter war er an allen bedeutenden Fürsten-, Königs- und Kaiserhöfen seiner Zeit tätig. Seine Tätigkeiten in dem Amt lagen vor allem in der Etablierung der evangelischen Ausrichtung Dänemarks in seiner Zeit. Nebenher erhielt er in diesem Zusammenhang auch eine Professur an der Universität Kopenhagen, ohne jedoch nachweisbar Vorträge gehalten zu haben. Er wurde einer der Konservatoren der Universität und war 1530/1531 und 1543/1544 ihr Rektor.
Als Anerkennung für seine geleistete Arbeit erhielt er am 1. November 1535 das Dekanat der Domkirche in Roskilde, erhielt 1539 einen Bauernhof, 1540 ein Gut in Gjorslev und wurde 1548 Hofrat. Durch seine Heirat mit Else, der Tochter des Moritz Skave und der Elline Bille, fand er Zugang zum dänischen Adel.

## Werk
- Serenissimi Domini, D. Friderici Daniae, Norvegiae regis, Slesvici, Holsatiae, Stormarniae ducis, … ad Christierni patruelis calumnias responsio. 1525.